# Chikkevaripalli, Srinivaspur
Chikkevaripalli là một làng thuộc tehsil Srinivaspur, huyện Kolar, bang Karnataka, Ấn Độ.